# Bergern im Dunkelsteinerwald
Bergern im Dunkelsteinerwald osztrák község Alsó-Ausztria Kremsvidéki járásában. 2025 januárjában 1309 lakosa volt. 

## Elhelyezkedése

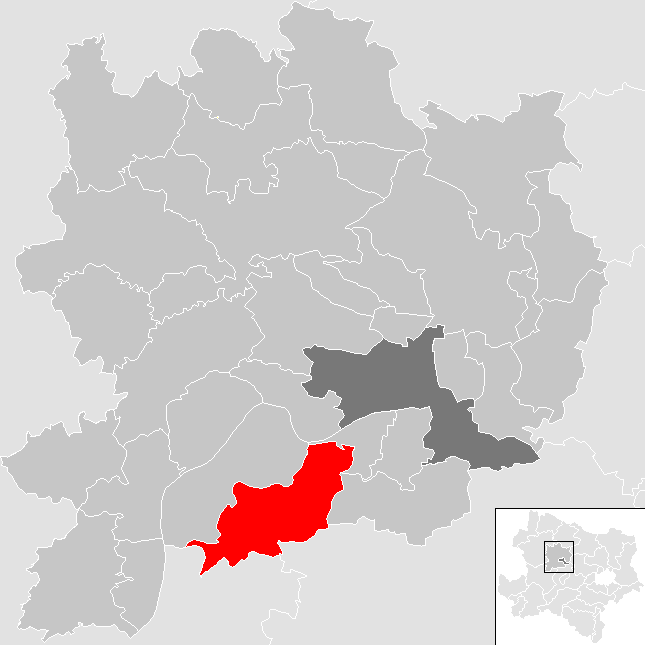
Bergern im Dunkelsteinerwald a Kremsvidéki járásban

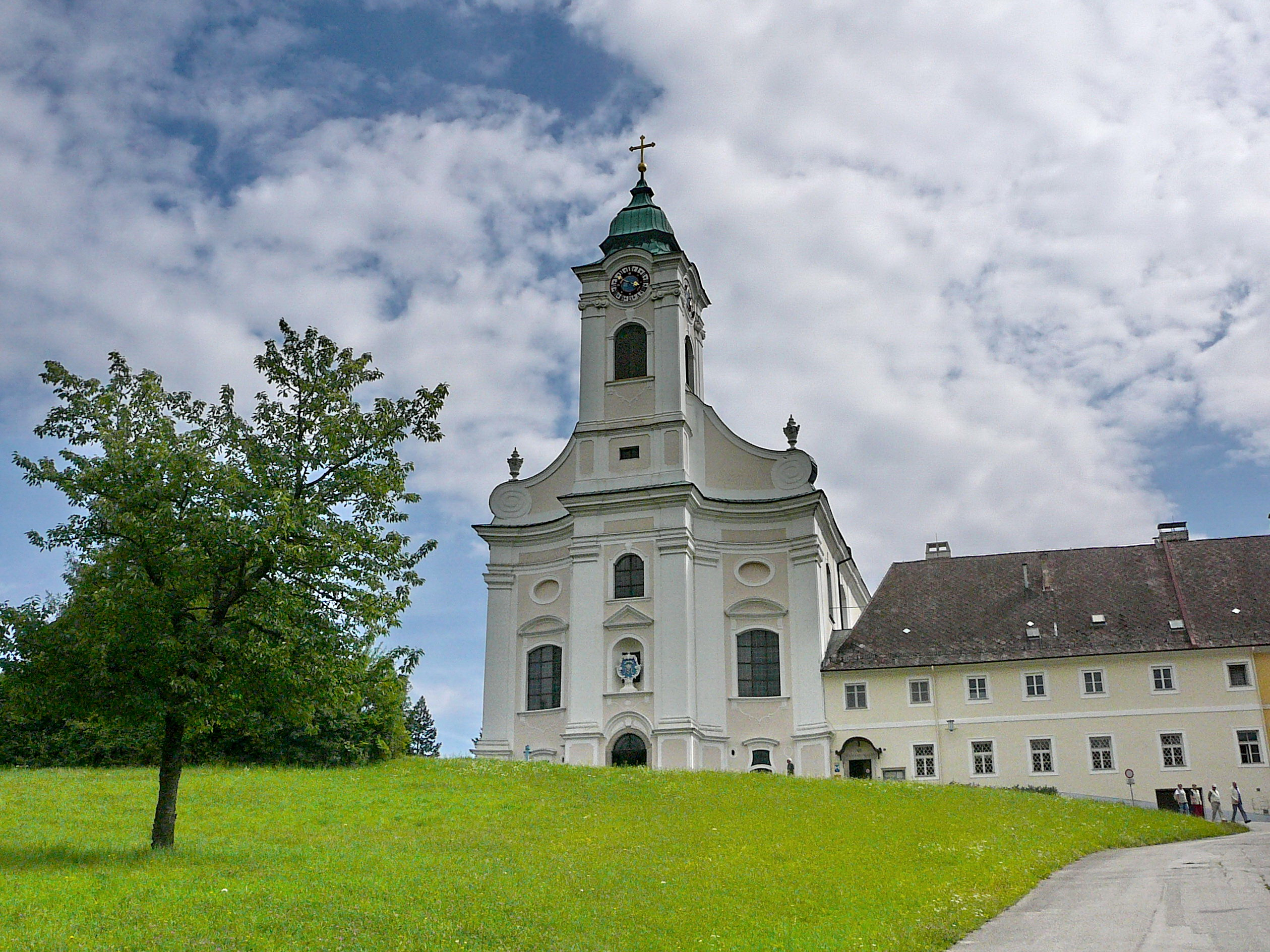
A Maria Langeggii Szűz Mária születése-kegytemplom és a szervita kolostor

Bergern im Dunkelsteinerwald a tartomány Mostviertel régiójában fekszik, a Dunától délre eső Dunkelsteinerwald erdejében (északi határának egy részét a Duna alkotja). Területének 68,4%-a erdő, 26,7% áll mezőgazdasági művelés alatt. Az önkormányzat 10 települést egyesít: Geyersberg (20 lakos 2025-ben), Maria Langegg (33), Nesselstauden (65), Oberbergern (325), Paltmühl (18), Plaimberg (9), Scheiblwies (55), Schenkenbrunn (148), Unterbergern (548) és Wolfenreith (88). 
A környező önkormányzatok: északkeletre Mautern an der Donau, keletre Paudorf, délkeletre Wölbling, délre Dunkelsteinerwald, délnyugatra Schönbühel-Aggsbach, nyugatra Rossatz-Arnsdorf.

## Története
A Maria Langegg-i kegytemplomot 1603-ban alapították, miután egy Szűz Mária-kép előtt tett fogadalmat követően a salzburgi érsek birtokintézőjenek megvakult gyereke visszanyerte a látását. A következő közel kétszáz évben 381 további csodás gyógyulást jegyeztek fel. A templom 1645-ben átkerült a szervita rend gondozásába.  
Az önkormányzat mai formájában 1968-ban jött létre Unterbergern, Oberbergern, Schenkenbrunn és Geyersberg községek egyesülésével. Címerét 1984-ben kapta. 

## Lakosság
A Bergern im Dunkelsteinerwald-i önkormányzat területén 2025 januárjában 1309 fő élt. Lakosságszáma 1951 óta 1200-1300 között maradt. 2023-ban az ittlakók 96,95%-a volt osztrák állampolgár; a külföldiek közül 1,1% a régi (2004 előtti), 1,2% az új EU-tagállamokból érkezett. 0,3% a volt Jugoszlávia (Horvátország és Szlovénia kivételével) vagy Törökország; 0,5% egyéb ország polgára volt. 2001-ben a lakosok 93,6%-a római katolikusnak, 1% evangélikusnak, 0,3% mohamedánnak, 4,2% pedig felekezeten kívülinek vallotta magát. Ugyanekkor a legnagyobb nemzetiségi csoportokat a német anyanyelvűeken (99,4%) kívül a csehek és a törökök alkották egy-egy fővel.  
A népesség változása:

| 2016 | 1 216 |
| 2018 | 1 253 |

## Látnivalók
- az unterbergerni Nepomuki Szt. János-plébániatemplom
- a Maria Langegg-i SZűz Mária születése-kegytemplom
- a Ferdinánd-kilátó